# Manuel Pardo
Manuel Pardo y Lavalle, född 9 augusti 1834, död 16 november 1878, var en peruansk politiker, och republikens första civila president. Manuel Pardo grundade tidens mest betydelsefulla politiska partier (Partido Civil). Han valdes till president av peruanska kongressen efter en misslyckad statskupp av överste Tomás Gutierrez. 
En av de mest kontroversiella händelserna under Pardos presidenttid var undertecknandet av en gemensam försvarspakt 1873 med Bolivia. Målet för pakten var att skydda länderna från vad de upplevde som "Chilensk imperialism" och Chiles växande anspråk på Tarapacaprovinsen och Perus södra kustområde.
Manuel Pardo mördades i Lima 1878 vid en ålder av 44 år. Hans son, José Pardo y Barreda, kom senare även han att väljas till president i Peru.